# Kalcineurin
Kalcineurin (Calcineurin; CaN) je eukaryotická heterodimerní serin-threoninová proteinová fosfatáza skládající se z regulační PPP3R a katalytické PPP3C podjednotky. Aktivita CaN je regulovaná vápenatými (Ca2+) ionty a kalmodulinem a účastní se přenosu signálu v Ca2+ dependentních signalizačních drahách. CaN hraje významnou roli během aktivace T-lymfocytů a jeho inhibitory jsou využívané v klinické praxi jako imunosupresivní terapeutika.

## Struktura a regulace
CaN je heterodimerní fosfatáza, tedy enzym skládající se z dvou odlišných podjednotek (katalytické a regulační), který odstraňuje ze specifického substrátu fosfátovou skupinu. Struktura holoenzymu CaN je vysoce konzervovaná napříč všemi eukaryotickými organismy (od kvasinek až po savce).
Regulační PPP3R podjednotka se vyskytuje ve dvou izoformách: PPP3R1 a PPP3R2 a její funkcí je regulace aktivity katalytické podjednotky v závislosti na změnách cytoplazmatické koncentrace Ca2+ iontů. V neaktivním stavu je v komplexu s katalytickou podjednotkou a dvěma Ca2+ ionty, které jsou navázané ve vysokoafinních vazebných místech. Následkem zvýšení koncentrace Ca2+ iontů v cytoplazmě dochází k obsazení dvou dalších (nízkoafinních) vazebných míst. Tato interakce indukuje konformační změnu C-terminální domény katalytické podjednotky a odhalení kalmodulin-vazebných míst, což vede k částečné aktivaci CaN. Následná vazba kalmodulinu v komplexu s Ca2+ na katalytickou podjednotku indukuje relokaci autoinihibiční domény z aktivního místa a plně tak aktivuje CaN.
Katalytické místo enzymu je lokalizované na PPP3C podjednotce, která se vyskytuje celkem ve třech izoformách: PPP3CA, PPP3CB, PPP3CC. Mechanismus katalýzy reakce je závislý na kovových iontech zinku (Zn2+) a železa (Fe3+) a molekulách vody, které se nacházejí v aktivním místě enzymu. Mechanismem defosforylace molekuly substrátu je nukleofilní atak fosfátové skupiny kovem aktivovanou molekulou vody.

## Funkce
Po aktivaci T buněčného receptoru na povrchu T lymfocytu dochází k přenosu signálu do buňky a vylití Ca2+ iontů z endoplazmatického retikula do cytoplazmy. Během Ca2+ signalizace dochází k aktivaci katalytické podjednotky CaN, která interaguje s konzervovaným motivem PxIxIT na substrátu. Substrátem v případě aktivace T lymfocytů je v cytoplazmě lokalizovaný transkripční faktor NFAT ("nuclear factors of activated T cell"). Ten je po defosforylaci translokovaný do jádra, kde indukuje zvýšenou expresi genů zajišťujících a řídících cytotoxickou aktivitu T lymfocytů, například Interleukinu 2 (IL-2). CaN je významný i pro funkci myeloidních buněk během signalizace z PRR receptorů.

## Inhibitory CaN v klinické praxi
Inhibitory CaN (CNI) se využívají jako standardní terapie při transplantacích orgánů a při potlačování některých autoimunitních chorob. CNI vstupují do buněk, kde interagují se skupinou proteinů zvaných imunophiliny. Tyto komplexy následně vazbou na CaN inhibují jeho aktivitu a tedy i CaN zprostředkovanou aktivaci T lymfocytů. Vzhledem k jejich vedlejším nefrotoxickým, neurotoxickým, diabetogenním a jiným nežádoucím účinkům jsou vyvíjené snahy o nalezení náhradních léčiv.

### Orgánové transplantace
Hlavními imunosupresivními léky využívanými pro potlačení imunitní odpovědi proti transplantovaným orgánům jsou Cyklosporin A (orálně podávaný imunosupresivní lék) a Takrolimus (makrolidové antibiotikum). Cyklosporin A interaguje v buňce s cyklofilinem, zatímco Takrolimus s FK-vazebnými proteiny a takto vytvořené komplexy skrze vazbu a inaktivaci CaN inhibují aktivaci T lymfocytů.

### Autoimunitní nemoci
Cyklosporin A i Takrolimus se využívají během léčby autoimunitních onemocnění jako je například Sjögrenův syndrom, revmatoidní artritida, aplastická anémie či lupusová nefritida - ať už samostatně, či v kombinaci s jinými látkami.